# ارف ۲۱۱۲۵
سیارک ۲۱۱۲۵ (به انگلیسی: 21125 Orff، نامگذاری:1992YZ4) بیست و یک هزار و صد و بیست و پنجمین سیارک کشف شده‌است که در ۳۰ دسامبر ۱۹۹۲ کشف شد.
قدر مطلق سیارک برابر ۱۴٫۵۰ است.